# 49e cérémonie des Oscars
La 49e cérémonie des Oscars, récompensant les films sortis en 1976, s'est déroulée le 28 mars 1977 à 19h au Dorothy Chandler Pavilion à Los Angeles en Californie.

## Cérémonie
La cérémonie dura 3 heures 40 et fut diffusée sur la chaîne ABC.
- Maîtres de cérémonie : Richard Pryor, Jane Fonda, Ellen Burstyn et Warren Beatty
- Producteur : William Friedkin
- Metteur en scène : Marty Pasetta
- Dialoguistes : Ray Bradbury et Hal Kanter
- Directeur musical : Bill Conti

## Palmarès
Les lauréats sont indiqués ci-dessous en premier de chaque catégorie et en gras.

### Meilleur film
- Rocky - Irwin Winkler et Robert Chartoff, producteurs
  - Les Hommes du président (All the President's Men) - Walter Coblenz (de), producteur
  - En route pour la gloire (Bound for Glory) - Robert F. Blumofe (de) et Harold Leventhal (en), producteurs
  - Network (Network) - Howard Gottfried (de), producteur
  - Taxi Driver - Michael Phillips et Julia Phillips, producteurs

### Meilleur réalisateur
- John G. Avildsen pour Rocky
  - Alan J. Pakula pour Les Hommes du président
  - Ingmar Bergman pour Face à face (Ansikte mot ansikte)
  - Sidney Lumet pour Network
  - Lina Wertmüller pour Pasqualino (Pasqualino Settebellezze) -  Italie

### Meilleur acteur
- Peter Finch pour le rôle de Howard Beale dans Network : Main Basse sur la Télévision
  - Robert De Niro pour le rôle de Travis Bickle dans Taxi Driver de Martin Scorsese
  - Giancarlo Giannini pour le rôle de Pasqualino Frafuso dans Pasqualino
  - William Holden pour le rôle de Max Schumacher dans Network : Main Basse sur la Télévision
  - Sylvester Stallone pour le rôle de Rocky Balboa dans Rocky

### Meilleure actrice
- Faye Dunaway pour le rôle de Diana Christensen dans Network : Main Basse sur la Télévision
  - Marie-Christine Barrault pour le rôle de Marthe dans Cousin, Cousine de Jean-Charles Tacchella (France)
  - Talia Shire pour le rôle de Adrian Pennino dans Rocky
  - Sissy Spacek pour le rôle de Carrie White dans Carrie au bal du diable (Carrie) de Brian De Palma
  - Liv Ullmann pour le rôle de Jenny Isaksson dans Face à face (Ansikte mot ansikte)

### Meilleur acteur dans un second rôle
- Jason Robards pour le rôle de Ben Bradlee dans Les Hommes du président
  - Ned Beatty pour le rôle de Arthur Jensen dans Network : Main Basse sur la Télévision
  - Burgess Meredith pour le rôle de Mickey Goldmill dans Rocky
  - Laurence Olivier pour le rôle du docteur Christian Szell dans Marathon Man de John Schlesinger
  - Burt Young pour le rôle de Paulie Pennino dans Rocky

### Meilleure actrice dans un second rôle
- Beatrice Straight pour le rôle de Louise Schumacher dans Network : Main Basse sur la Télévision
  - Jane Alexander pour le rôle de Judy Hoback dans Les Hommes du président
  - Jodie Foster pour le rôle de Iris Steensma dans Taxi Driver
  - Lee Grant pour le rôle de Lillian Rosen dans Le Voyage des damnés (Voyage of the Damned) de Stuart Rosenberg
  - Piper Laurie pour le rôle de Margaret White dans Carrie au bal du diable

### Meilleur scénario original
- Paddy Chayefsky pour Network
  - Jean-Charles Tacchella et Danièle Thompson pour Cousin, Cousine
  - Walter Bernstein pour Le Prête-nom (The Front) de Martin Ritt
  - Lina Wertmüller pour Pasqualino
  - Sylvester Stallone pour Rocky

### Meilleure adaptation
- William Goldman pour Les Hommes du président
  - Robert Getchell pour En route pour la gloire (Bound for Glory) de Hal Ashby
  - Federico Fellini et Bernardino Zapponi pour Le Casanova de Fellini (Il Casanova di Federico Fellini) de Federico Fellini (Italie)
  - Nicholas Meyer pour Sherlock Holmes attaque l'Orient-Express (The Seven-Per-Cent Solution) de Herbert Ross
  - Steve Shagan et David Butler (en) pour Le Voyage des damnés

### Meilleure direction artistique
- George Jenkins et George Gaines pour Les Hommes du président
  - Elliot Scott et Norman Reynolds pour The Incredible Sarah de Richard Fleischer
  - Gene Callahan, Jack T. Collis et Jerry Wunderlich pour Le Dernier Nabab (The Last Tycoon) d’Elia Kazan
  - Dale Hennesy et Robert De Vestel pour L'Âge de cristal (Logan's Run) de Michael Anderson
  - Robert F. Boyle et Arthur Jeph Parker pour Le Dernier des géants (The Shootist) de Don Siegel

### Meilleurs costumes
- Danilo Donati pour Le Casanova de Fellini
  - William Ware Theiss pour En route pour la gloire
  - Anthony Mendleson pour The Incredible Sarah
  - Mary Wills pour The Passover Plot de Michael Campus
  - Alan Barrett pour Sherlock Holmes attaque l'Orient-Express

### Meilleure photographie
- Haskell Wexler pour En route pour la gloire
  - Richard H. Kline pour King Kong de John Guillermin
  - Ernest Laszlo pour L'Âge de cristal
  - Owen Roizman pour Network de Sidney Lumet
  - Robert Surtees pour Une étoile est née (A Star Is Born) de Frank Pierson

### Meilleur montage
- Richard Halsey et Scott Conrad pour Rocky
  - Robert L. Wolfe pour Les Hommes du président
  - Robert C. Jones et Pembroke J. Herring pour En route pour la gloire
  - Alan Heim pour Network
  - Eve Newman et Walter Hannemann pour Un tueur dans la foule (Two-Minute Warning) de Larry Peerce

### Meilleur son
- Arthur Piantadosi, Les Fresholtz, Dick Alexander et James E. Webb pour Les Hommes du président
  - Harry W. Tetrick (en), William L. McCaughey, Aaron Rochin et Jack Solomon pour King Kong
  - Harry W. Tetrick (en), William L. McCaughey, Lyle J. Burbridge (en) et Bud Alper (en) pour Rocky
  - Donald O. Mitchell, Douglas Williams, Richard Tyler (en) et Harold M. Etherington pour Transamerica Express (Silver Streak) d’Arthur Hiller
  - Robert Knudson, Dan Wallin (en), Robert Glass et Tom Overton (en) pour Une étoile est née

### Meilleure musique de film
Meilleure partition originale :
- Jerry Goldsmith pour La Malédiction (The Omen) de Richard Donner
  - Bernard Herrmann pour Obsession de Brian De Palma
  - Jerry Fielding pour Josey Wales hors-la-loi (The Outlaw Josey Wales) de Clint Eastwood
  - Bernard Herrmann pour Taxi Driver
  - Lalo Schifrin pour Le Voyage des damnés

Meilleure partition de chansons et adaptation musicale :
- Leonard Rosenman pour En route pour la gloire
  - Jerry Goldsmith pour La Malédiction (The Omen)
  - Roger Kellaway pour Une étoile est née
  - Paul Williams pour Bugsy Malone d’Alan Parker (Grande-Bretagne)

### Meilleure chanson
- Barbra Streisand (musique) et Paul Williams (paroles) pour Evergreen (Love Theme from A Star Is Born) dans Une étoile est née
  - Sammy Fain (musique) et Paul Francis Webster (paroles) pour A World that Never Was dans Half a House de Brice Mack
  - Jerry Goldsmith pour Ave Satani dans La Malédiction
  - Henry Mancini (musique) et Don Black (paroles) pour Come to Me dans Quand la panthère rose s'emmêle (The Pink Panther Strikes Again) de Blake Edwards
  - Bill Conti (musique), Carol Connors et Ayn Robbins (en) (paroles) pour Gonna Fly Now dans Rocky

### Meilleur film étranger
- Noirs et blancs en couleur de Jean-Jacques Annaud •  Côte d'Ivoire[2]
  - Cousin, Cousine de Jean-Charles Tacchella •  France
  - Jacob le menteur (Jakob, der Lügner) de Frank Beyer  Allemagne de l'Est
  - Nuits et Jours (Noce i dnie) de Jerzy Antczak •  Pologne
  - Pasqualino (Pasqualino Settebellezze) de Lina Wertmüller •  Italie

### Meilleur documentaire
- Harlan County, U.S.A., produit par Barbara Kopple 
  - Hollywood on Trial, produit par James C. Gutman et David Helpern
  - Off the Edge, produit par Michael Firth
  - People of the Wind, produit par Anthony Howarth et David Koff
  - Le Volcan : Une réflexion sur la vie et la mort de Malcolm Lowry (Volcano: An Inquiry Into the Life and Death of Malcolm Lowry), produit par Donald Brittain et Robert A. Duncan

### Meilleur court métrage (prises de vues réelles)
- In the Region of Ice, produit par Andre R. Guttfreund et Peter Werner 
  - Kudzu, produit par Marjie Short
  - The Morning Spider, produit par Julian Chagrin et Claude Chagrin
  - Nightlife, produit par Claire Wilbur et Robin Lehman
  - Number One, produit par Dyan Cannon et Vince Cannon

### Meilleur court métrage (documentaire)
- Number Our Days, produit par Lynne Littman
  - American Shoeshine, produit par Sparky Greene
  - Blackwood (en), produit par Tony Ianzelo (en) et Andy Thomson
  - The End of the Road, produit par John Armstrong
  - Universe, produit par Lester Novros

### Meilleur court métrage (animation)
- Leisure, produit par Suzanne Baker (en)
  - Dedalo, produit par Manfredo Manfredi
  - The Street (en), produit par Caroline Leaf et Guy Glover (en)

## Oscars spéciaux

### Oscars pour une contribution spéciale
- Carlo Rambaldi, Glen Robinson et Frank Van der Veer pour les effets visuels de King Kong
- L.B. Abbott, Glen Robinson et Matthew Yuricich pour les effets visuels de L'Âge de cristal

### Irving G. Thalberg Memorial Award
- Pandro S. Berman

## Oscars scientifiques et techniques
Les Oscars scientifiques et techniques furent remis le 24 mars 1977 à 19h durant un cocktail à l’American Lobby à Los Angeles.

### Oscars scientifiques et d'ingénierie
Consolidated Film Industries; Barnebey-Cheney Co. pour le développement d’un procédé chimique pour la conservation des pellicules
William L. Graham, Manfred G. Michelson, Geoffrey F. Norman et Siegfried Seibert (Technicolor) pour le développement et la fabrication d’un Color Motion Picture Printing System à haute vitesse

### Oscars pour une contribution technique
Carl Zeiss Co. et Panavision pour le concept et le développement d’un obturateur à grande vitesse
Photo Research Division de Kollmorgen pour la fabrication du spectre TriColor Meter
Fred Bartscher (Kollmorgen Corp.) et Glenn Berggren (Schneider Corp.) pour le développement d’un objectif simple pour la projection
Hiroshi Suzukawa (Canon) et Wilton R. Holm (AMPTP Motion Picture and Television Research Center) pour le développement d’un obturateur à grande vitesse

## Statistiques

### Récompenses
4 Oscars
- Network
- Les Hommes du président

3 Oscars
- Rocky

2 Oscars
- En route pour la gloire

1 Oscar
- La Malédiction
- Une étoile est née
- Le Casanova de Fellini
- Noirs et blancs en couleur

### Nominations multiples
10 nominations
- Rocky
- Network

8 nominations
- Les Hommes du président

6 nominations
- En route pour la gloire

4 nominations
- Taxi Driver
- Pasqualino
- Une étoile est née

3 nominations
- Cousin, Cousine
- Le Voyage des damnés

2 nominations
- Face à face
- Carrie au bal du diable
- Sherlock Holmes attaque l'Orient-Express
- Le Casanova de Fellini
- L'Âge de cristal
- The Incredible Sarah
- King Kong
- La Malédiction

## Commentaires
- L’Oscar du meilleur acteur fut décerné à Peter Finch à titre posthume, celui-ci étant mort depuis la fin du tournage. Sa femme, Eletha Finch, et le scénariste Paddy Chayefsky acceptèrent l’Oscar en son nom.
- Network devint le premier film à obtenir trois Oscars d’interprétation depuis  Un tramway nommé Désir  en 1951.
- Line Wertmüller est la première femme à être nommée à l’Oscar du meilleur réalisateur.
- Sylvester Stallone devint le premier homme à être nommé à l’Oscar du meilleur acteur et du meilleur scénario, depuis Charles Chaplin pour Le Dictateur en 1940 et Orson Welles pour Citizen Kane en 1941.